# Atouguia da Baleia
Atouguia da Baleia es una freguesia portuguesa del municipio de Peniche, con 46,04 km² de superficie. Su densidad de población es de 173,5 hab/km².

## Galería

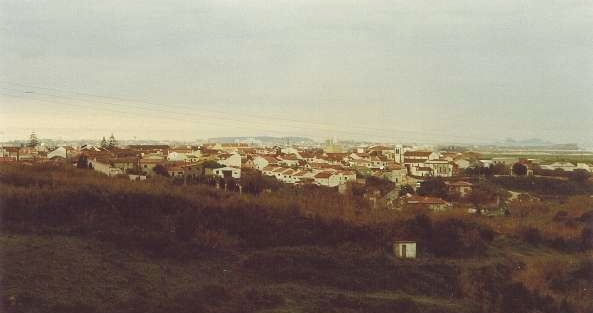
Vista parcial da vila de Atouguia da Baleia